# 겨드랑동맥
인체 해부학에서 겨드랑동맥 (axillary artery), 또는 액와동맥은 흉부의 가쪽, 겨드랑이, 팔로 산소가 풍부한 혈액을 운반하는 큰 혈관이다. 시작점은 첫째 갈비뼈의 가쪽 가장자리이며 그보다 앞쪽에서는 빗장밑동맥(subclavian artery)이라고 한다.
큰원근(teres major muscle)의 아래쪽 가장자리를 지나면 위팔동맥(brachial artery)이 된다.

## 구조
겨드랑동맥은 보통 세 부분으로 나누어 설명된다. 이 구분은 동맥보다 겉쪽에 있는 작은가슴근(pectoralis minor muscle)에 대한 상대적인 위치를 기준으로 한다.
- 첫 번째 부분 - 작은가슴근보다 위에 있는 부분.
- 두 번째 부분 - 작은가슴근 뒤의, 작은가슴근에 덮여 있는 부분.
- 세 번째 부분 - 작은가슴근 아래에 있는 부분.

### 신경, 정맥과의 관계
겨드랑동맥은 겨드랑정맥(axillary vein)과 함께 주행하며, 정맥은 동맥보다 안쪽에서 주행한다.
겨드랑에서 겨드랑동맥은 팔신경얼기(brachial plexus)로 둘러싸여 있다. 겨드랑동맥의 두 번째 부분은 팔신경얼기의 다발(cord)의 위치를 정하는 기준이 된다. 예를 들어, 팔신경얼기 뒤다발(posterior cord)은 겨드랑동맥 두 번째 부분보다 뒤에 있기 때문에 이런 이름이 붙었다.

### 가지

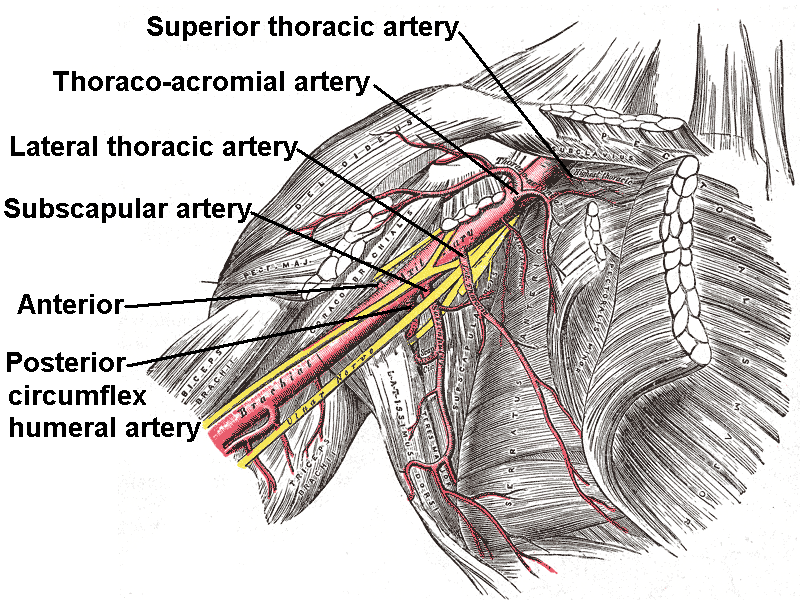
겨드랑동맥의 가지

겨드랑동맥에는 여러 개의 작은 가지들이 있다. 이 가지들이 시작하는 지점은 변이가 매우 심하다. 예를 들어 앞, 뒤위팔휘돌이동맥은 종종 공통된 줄기에서 나온 뒤 갈라지기도 한다. 동맥 가지는 시작점이 아니라 주행 경로에 따라 이름이 붙여졌다.
- 첫 번째 부분(가지 1개)
  - 위가슴동맥(superior thoracic artery)
- 두 번째 부분(가지 2개)
  - 가슴봉우리동맥(thoracoacromial artery)
  - 가쪽가슴동맥(lateral thoracic artery). 가쪽가슴동맥이 두 번째 부분에서 갈라지지 않는 경우 갈라져 나오는 동맥들이 가능성이 높은 순서대로 나열하면 다음과 같다. (1) 가슴봉우리동맥, (2) 겨드랑동맥의 세 번째 부분, (3) 어깨위동맥, (4) 어깨밑동맥.
- 세 번째 부분(가지 3개)
  - 어깨밑동맥(subscapular artery)
  - 앞위팔휘돌이동맥(anterior humeral circumflex artery)
  - 뒤위팔휘돌이동맥(posterior humeral circumflex artery)

큰원근의 아래쪽 경계를 지나면 위팔동맥으로 이름이 바뀌면서 계속 주행한다.

## 임상적 중요성
겨드랑동맥은 팔을 위험에 빠뜨리지 않고 안전하게 clamping이나 결찰(ligation)할 수 있지만 빗장밑동맥에서 갈라져 나오는 갑상목동맥(thyrocervical trunk)보다는 먼쪽이고 어깨밑동맥보다는 몸쪽인 곳에서만 가능하다. 해당 위치에서 동맥이 일시적으로 막혀도 어깨뼈를 둘러싸는 어깨의 동맥연결(scapular anastomosis)은 곁순환을 위한 팔로 가는 우회로를 형성하는데, 예를 들어 등쪽어깨동맥(dorsal scapular artery)이나 어깨위동맥은 이 어깨의 동맥순환에서 혈액을 받아 겨드랑동맥 셋째부분으로 혈액을 보내 팔로 가는 혈류가 끊이지 않게 한다.
오른쪽 겨드랑동맥은 특히 대동맥 박리(aortic dissection)의 수술 및 상행 대동맥과 대동맥활(aortic arch)의 대체를 위해 시행하는 심장 수술에서 동맥 캐뉼라(cannula) 삽입 부위로 자주 사용된다.

## 추가 이미지
위키미디어 공용에 겨드랑동맥 관련 미디어 분류가 있습니다.

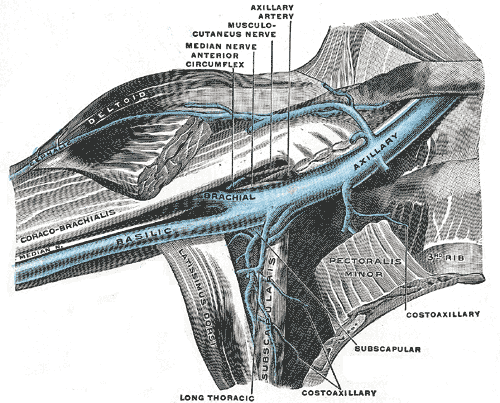
앞에서 본 오른쪽 겨드랑정맥.
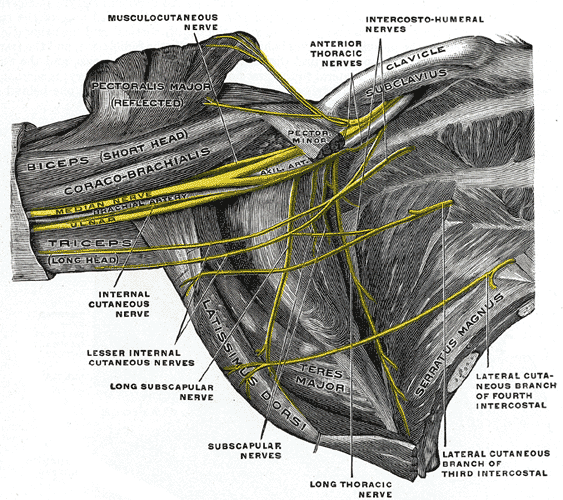
겨드랑오목에 있는 오른쪽 팔신경얼기(빗장밑부분); 아래와 앞에서 본 사진.
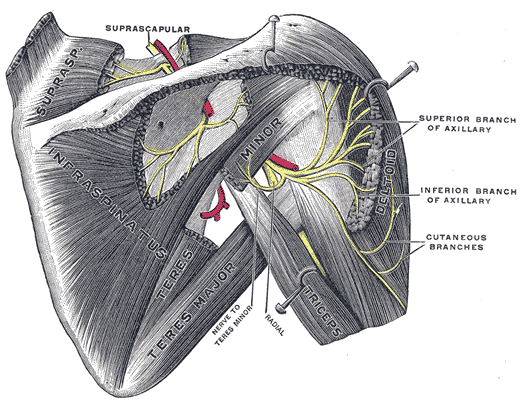
뒤에서 본 오른쪽의 어깨위신경과 겨드랑신경.
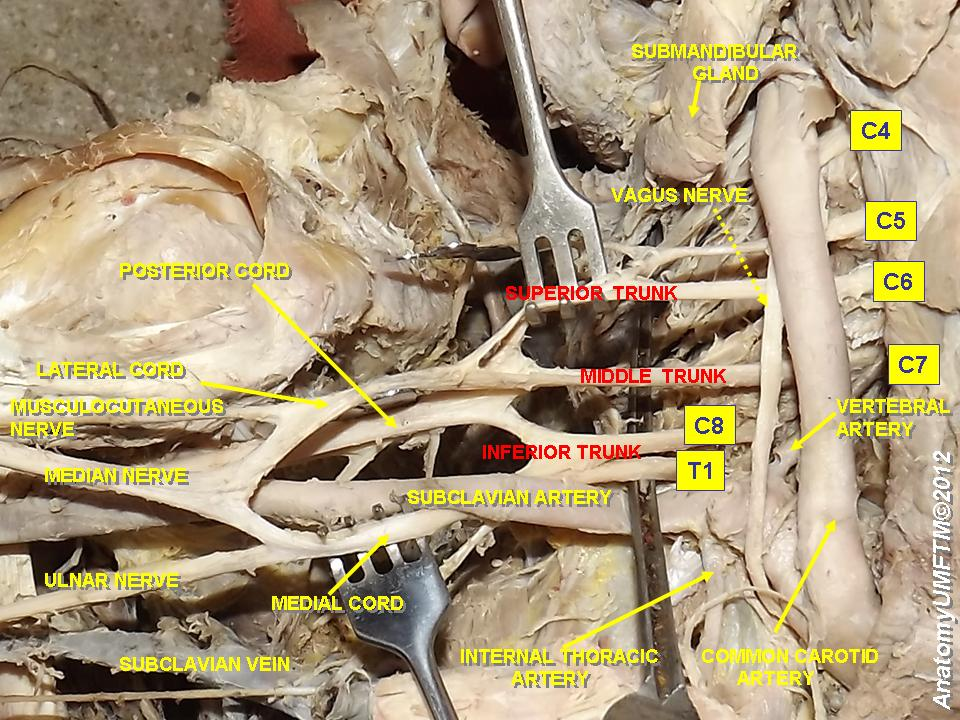
팔신경얼기와 겨드랑동맥
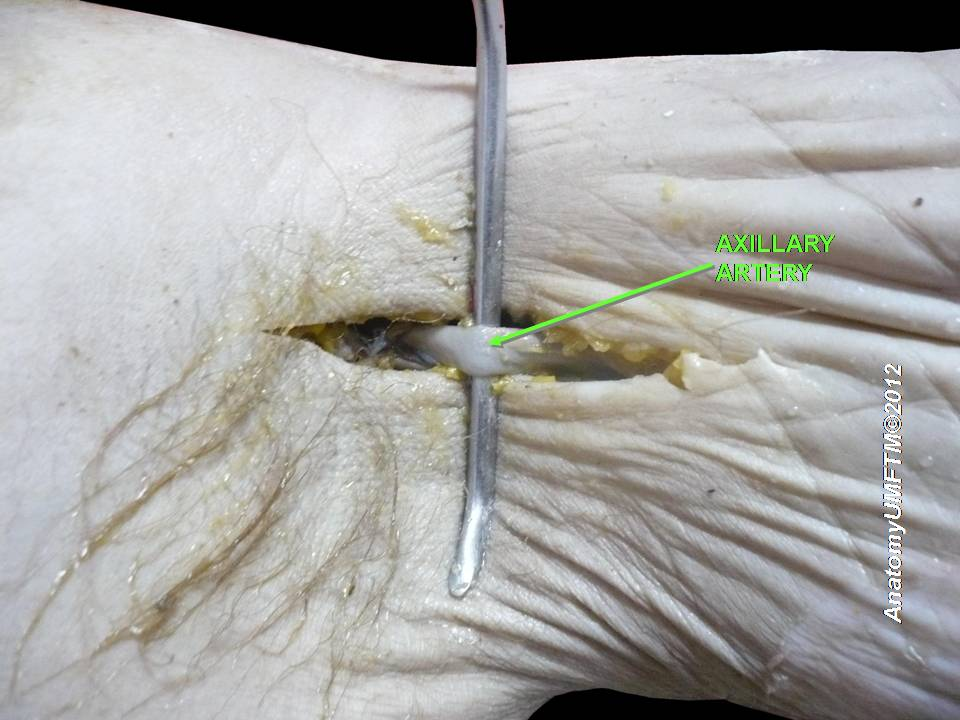
겨드랑동맥
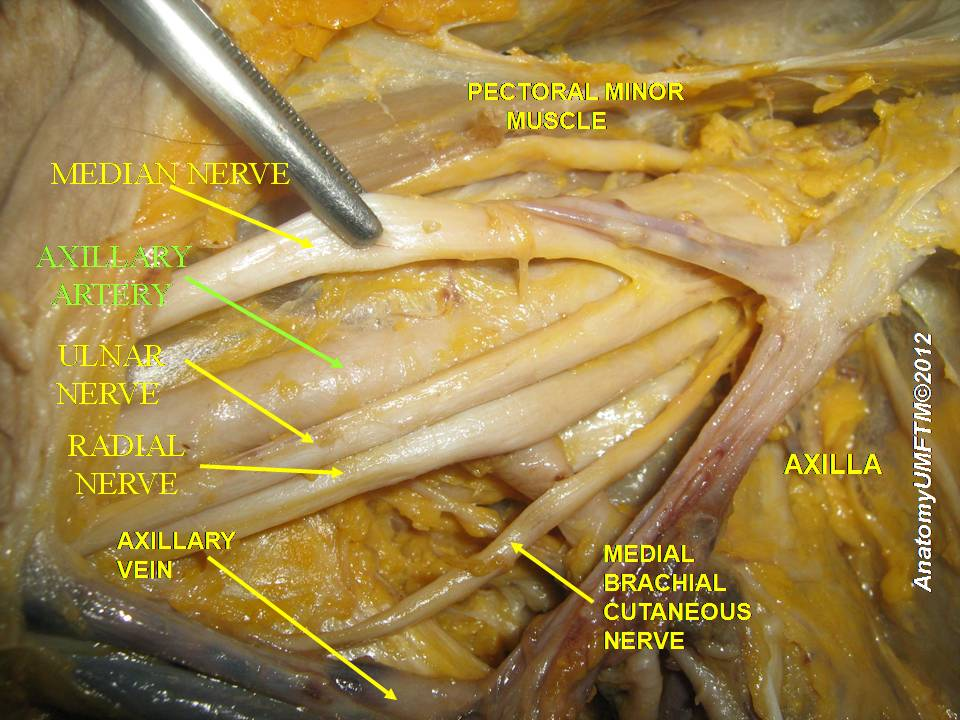
겨드랑동맥
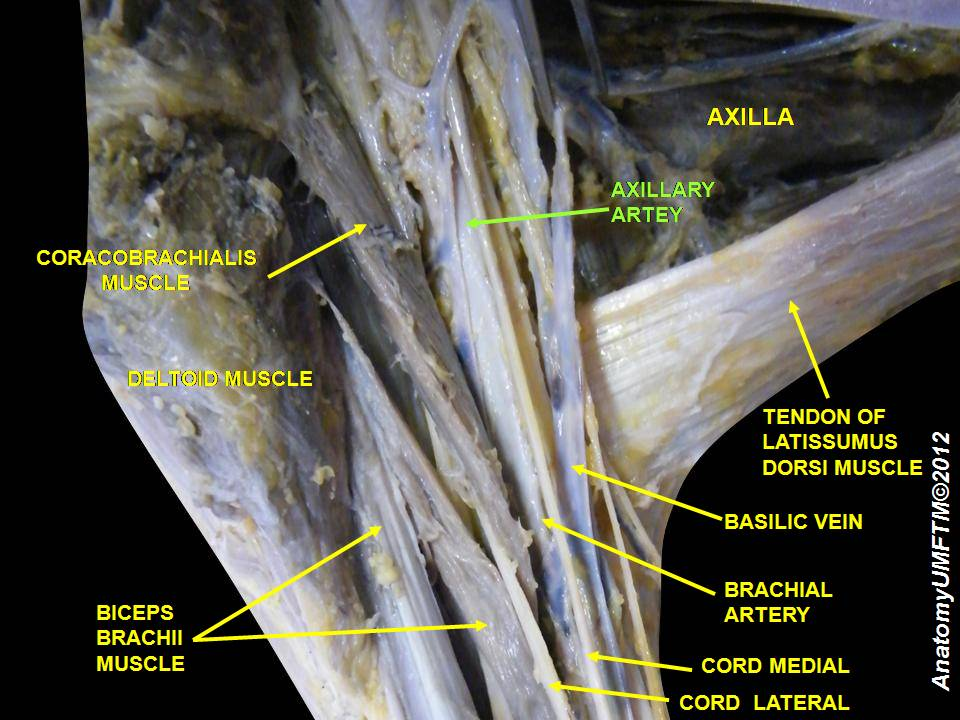
겨드랑동맥
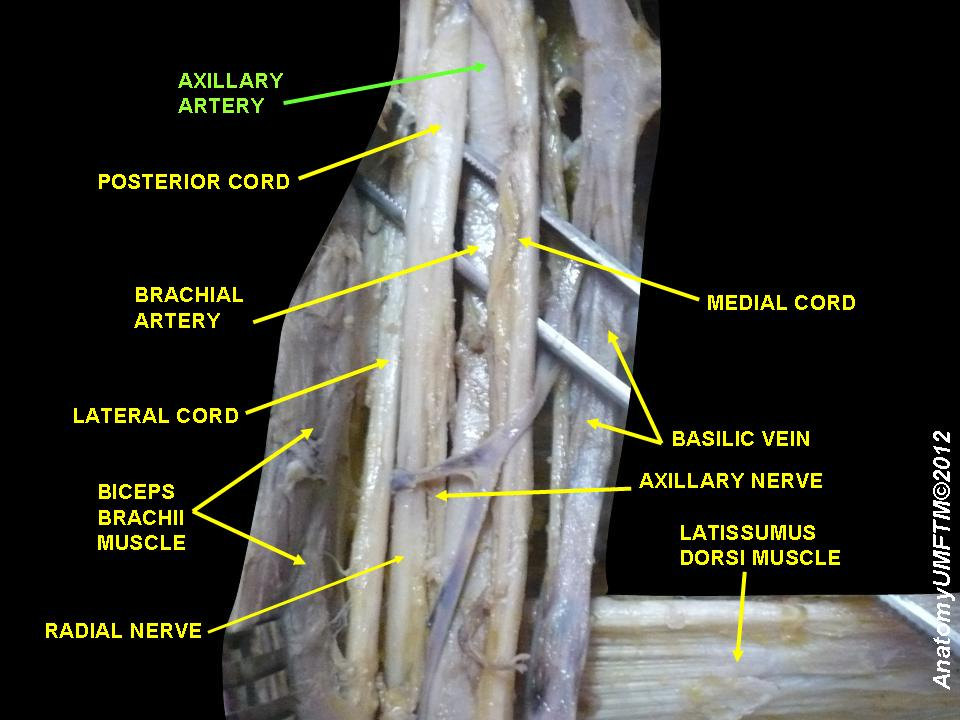
겨드랑동맥
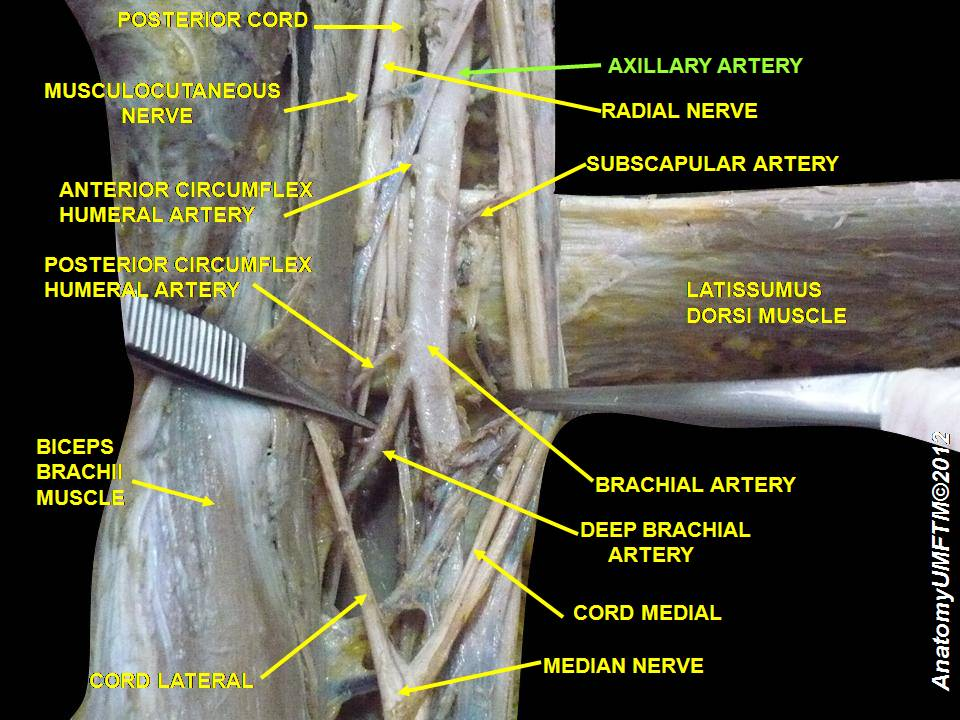
겨드랑동맥
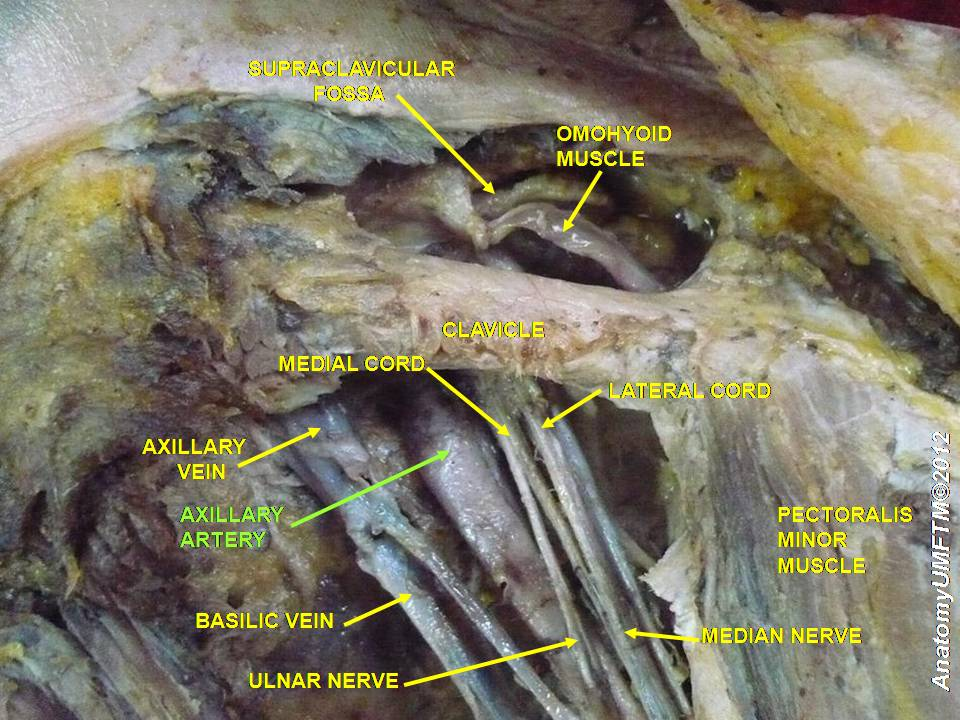
겨드랑동맥